# Phlegetonia bifascies
Phlegetonia bifascies là một loài bướm đêm trong họ Noctuidae.